# Rotkäppchen: Eine Erzählung von Blut und Tod
Rotkäppchen: Eine Erzählung von Blut und Tod ist ein deutscher Horror-Kurzfilm aus dem Jahr 2013 von Florian von Bornstädt und Martin Czaja.

## Handlung
Markus entdeckt vor seinem Haus ein verdrecktes Mädchen und nimmt es mit hinein. Seine Frau Annika fühlt sich unwohl mit diesem Mädchen und fordert ihn mehrmals auf, die Polizei zu rufen, was dieser jedoch auf den morgigen Tag verschieben will, damit das Mädchen wenigstens die Nacht in einem Bett verbringen kann. Als Annika dem Mädchen schließlich etwas zu essen bringt, wird Annika in ihrem Gefühl bestätigt: Das Mädchen weiß Dinge, die es nicht wissen kann und vor allem nicht wissen sollte, denn selbst Markus weiß nichts von Annikas Geheimnis.
Entgegen Annikas weiteren Bitten bleibt das Mädchen jedoch im Haus und Markus versucht schließlich, mit dem Mädchen zu reden, da seine Frau total verstört scheint, als sie bei ihr war. Vor Markus gibt sich die Kleine jedoch weniger auf Konfrontationskurs und spielt das unschuldige Mädchen, das etwas weiß, was es nicht wissen sollte. Es beginnt ein Psychospiel, das schon schnell über Rationalität hinausgeht und schließlich blutig enden soll.

## Veröffentlichung
Der Film feierte seine Uraufführung bei dem lokalen Filmwettbewerb Und Bitte am 11. September 2013 in Hannover, ehe wenige Tage später eine interne Teampremiere des Filmes in Hamburg gefeiert wurde.
Im November 2013 lief der Film auf dem internationalen Filmfestival up-and-coming im Wettbewerb um den Deutschen Nachwuchsfilmpreis.
International wurde der Film erstmals am 3. Mai 2014 mit englischen Untertiteln auf dem Sunscreen Filmfestival in Saint Petersburg vorgeführt. Im Mai 2014 wurde der Film für den 15. Shocking Shorts Award nominiert und am 28. Juni 2014 war er auf dem Programm von 13th Street mit den anderen Nominierten zu sehen. Im Juli wurde der Film auf dem spanischen Festival Cryptshow Festival in Badalona und zum 18. Puchon International Fantastic Film Festival (Südkorea) aufgeführt.

## Auszeichnungen
- 2013: Nominierung für den Deutschen Nachwuchsfilmpreis
- 2014: Nominierung für den Shocking Shorts Award